# 1988 en mathématiques
| Années des mathématiques : 1985 - 1986 - 1987 - 1988 - 1989 - 1990 - 1991    |
| Décennies des mathématiques : 1950 - 1960 - 1970 - 1980 - 1990 - 2000 - 2010 |

Cet article présente les faits marquants de l'année 1988 en mathématiques.

## Évènements
- 14 mars : première célébration de la Journée de pi[1].

## Naissances
- 2 janvier : Nicole Spillane, mathématicienne franco-irlandaise.
- 24 février : Maksym Radziwill, mathématicien russo-canadien.
- 2 mars : Moritz Egert, mathématicien allemand.
- 5 mars : Coralie Colmez, mathématicienne et vulgarisatrice française.
- 26 avril : Jacob Tsimerman, mathématicien canadien.
- 2 juillet : Michael Groechenig, mathématicien autrichien.
- 25 septembre : Vi Hart, vidéaste et mathématicienne américaine.
- 3 décembre : Pietro Boselli, ingénieur, mathématicien et mannequin italien.

## Décès
- 9 janvier : George Leo Watson (né en 1909), mathématicien britannique.
- 18 janvier : Cataldo Agostinelli (né en 1894), mathématicien italien.
- 24 janvier :
  - Werner Fenchel (né en 1905), mathématicien danois d'origine allemande.
  - Trygve Nagell (né en 1895), mathématicien norvégien.
- 5 février : Dorothy Lewis Bernstein (née en 1914), mathématicienne américaine.
- 25 février : Kurt Mahler (né en 1903), mathématicien britannique d'origine allemande.
- 3 mai : Lev Pontriaguine (né en 1908), mathématicien soviétique.
- 8 juin : Roger Lyndon (né en 1917), mathématicien américain.
- 28 juillet : Caleb Gattegno (né en 1911), mathématicien et pédagogue d'origine égyptienne.
- 23 août : Hans Lewy (né en 1904), mathématicien américain.
- 19 septembre : Patrick Moran (né en 1917), mathématicien australien.
- 31 octobre : Theodor Schneider (né en 1911), mathématicien allemand.
- 19 décembre : Stanley Skewes (né en 1899), mathématicien sud-africain.
- 27 décembre : Ida Busbridge (née en 1908), mathématicienne britannique.